# 曽川留三子
曽川 留三子（そがわ るみこ、1956年4月14日 ‐ ）は、北海道旭川市出身の女優。
身長159cm。血液型はA型。北海道旭川西高等学校、文学座付属演劇研究所（1977年入所）、劇団青年座演劇研究所（1978年入所）卒業。1978年に劇団青年座に入座し、現在は劇団青年座映画放送部に所属。
姉がいる。

## 出演

### テレビドラマ
- 沿線地図（1979年、TBS） ‐ ウェイトレス・新子 役
- 東映不思議コメディーシリーズ（フジテレビ）
  - もりもりぼっくん（1986年） - 聖子（原始人の妻） 役
  - おもいっきり探偵団 覇悪怒組（1987年）
  - じゃあまん探偵団 魔隣組（1988年） ‐ 江川京子 役
  - 美少女仮面ポワトリン（1990年） - 鯉のぼりの母 役
- 連続テレビ小説（NHK総合）
  - チョッちゃん（1987年） - 中山はる（音吉の妻） 役・方言指導
  - こころ（2003年） - 大場澄子 役
- 結婚の理想と現実（1991年、フジテレビ） ‐ 柴田直子 役
- 土曜ドラマ（NHK総合)
  - 新十津川物語 昭和編（1992年） - 中崎市子 役
- はばたけ6年（1993 ‐ 1995年、NHK教育） ‐ 高山良枝 役
- 十時半睡事件帖（1994年、NHK総合） ‐ りく 役
- 火曜サスペンス劇場 「新任判事補3」（1996年、日本テレビ） ‐ 津村睦子 役
- GTO（1998年、関西テレビ） ‐ 野村朋子の母 役
- はれ時々くもり（1999年、TBS） ‐ 田村聡子 役
- 小さな駅で降りる（2000年、テレビ東京） ‐ 中林美代子 役
- はぐれ刑事純情派（テレビ朝日）
  - Season7（1994年） - 池田礼子 役
  - Season12（1999年） - 松本睦子 役
  - Season14（2001年） - 新倉雅子 役
  - Season15（2002年） - 丸山紀子 役
- ファンタズマ〜呪いの館〜（2004年、テレビ東京） - 水沢和子（祥子の母） 役
- ほんとにあった怖い話 「あの日の約束」（2004年、フジテレビ） ‐ 小島みちるの母 役
- 月曜ミステリー劇場（TBS） 
  - 「浅見光彦シリーズ16」（2001年） ‐ 水沼茂子 役
  - 「世直し公務員ザ・公証人6」（2006年） ‐ 野平真弓 役
- 轟轟戦隊ボウケンジャー（2006年、テレビ朝日） - 間宮菜月の母 役
- 雪之丞変化（2008年、NHK総合） ‐ 玉島 役
- 毒姫とわたし（2011年、東海テレビ） ‐ 小山妙子 役
- 極北ラプソディ（2013年、NHK総合） - 神名るみ子 役
- 月曜ゴールデン 「刑事夫婦1」（2014年、TBS） ‐ 黒岩すず 役
- ペテロの葬列（2014年、TBS） - 佐竹未紀 役
- 相棒 Season13（2015年、テレビ朝日） - 菊池直美 役
- 農業女子はらぺ娘（2015年、NHK BSP） - 広瀬洋子 役
- 永遠のニㇱパ 〜北海道と名付けた男 松浦武四郎〜（2019年、NHK総合・BS4K・BSP） ‐ フチ 役

### 映画
- ソロモンの偽証（2015年） ‐ 森内弘恵 役